# Abner Uribe
Abner Brismaury Uribe (Santo Domingo, República Dominicana, 20 de junio de 2000), más conocido como Abner Uribe, es un jugador profesional dominicano de béisbol que se desempeña en la posición de lanzador en Milwaukee Brewers, equipo de las Grandes Ligas de Béisbol (MLB).

## Carrera
En 2023, Uribe hizo su debut en la MLB con el equipo Milwaukee Brewers, donde lleva jugando dos temporadas.